# Suzuki 250 Katana
La GSX 250 SSM ou SSMR Katana est un modèle de motocyclette issu du catalogue du constructeur japonais Suzuki.
La 250, comme la 400, sort au début des années 1990 pour que la jeune clientèle japonaise puisse approcher le mythe qu'est devenue la Katana.
Le moteur qui l'équipe est dérivé de la 250 Bandit. C'est un quatre cylindres en ligne, quatre temps à refroidissement liquide délivrant 40 chevaux à 13 500 tr/min. Il est alimenté par quatre carburateurs Mikuni de 29 mm de diamètre.
Le cadre est un classique double berceau en acier.
La 250 reprend la présentation de la 1100. Elle est néanmoins reconnaissable à  ses jantes à trois branches et l'unique disque de frein avant.
Elle est également équipée d'un échappement quatre-en-un.
Vendue 565 000 ¥ (environ 3 450 €), elle est disponible en argent en 1991. L'année suivante, elle adopte en plus une livrée bicolore rouge/argent.